# 갈색화약
갈색화약 또는 브라운 파우더(Brown powder)는 1870년대부터 1890년대까지 대형 대포와 선박의 총에 사용된 추진제이다. 화약의 색으로 인해 "코코아 파우더"(cocoa powder)로도 부른다. 흑색화약과 비슷하지만 중립적이거나 진보적인 연소와 함께 더 느린 연소 속도를 제공한다.

## 역사
대형 화약은 1850년대에 미국 육군의 토머스 로드먼이 선보였다. 1880년, 함포들은 1인치(25밀리미터) 높이의 6각형 알갱이들을 사용했다.